# ويليام لويس ديكنسون
ويليام لويس ديكنسون (بالإنجليزية: William Louis Dickinson)‏ هو قاضي ومحامي وسياسي أمريكي، ولد في 5 يونيو 1925 في أوبيليكا في الولايات المتحدة، وتوفي في 31 مارس 2008 في مونتغومري في الولايات المتحدة بسبب سرطان القولون. حزبياً، نشط في الحزب الجمهوري. في انتخابات مجلس النواب الأمريكي 1990 ‏، انتخب عضو مجلس النواب الأمريكي عن دائرة الدائرة الكونغرسية الثانية لألاباما ‏ وقد انضم خلال فترته النيابية ‏ (3 يناير 1991 – 3 يناير 1993)  للكتلة البرلمانية الحزب الجمهوري وانتخب عضو مجلس النواب الأمريكي.